# 乐视花儿影视
乐视花儿影视（全称：东阳市乐视花儿影视文化有限公司；前称：花儿影视）是中国的影视制作和发行公司。

## 历史
成立于2001年的东阳市花儿影视文化有限公司，位于浙江省金华市东阳市横店镇，是一家专门进行电视剧制作的公司。2013年，乐视网以9亿元收购花儿影视100%的股权，乐视网CEO刘弘并出任花儿影视的董事长和总经理。
收购花儿影视被视为乐视网进行内容精品化建设和规划的重要举措，乐视网将获得新的精品剧购买平台和购买资金，也被视为贾跃亭塑造“乐视生态系统”的重要一笔。